# Obština Zemen
Obština Zemen (bulharsky Община Земен) je bulharská jednotka územní samosprávy v Pernické oblasti. Leží v západním Bulharsku, v pohraničních pohořích se Srbskem a v údolích mezi nimi. Správním střediskem je město Zemen, kromě něj zahrnuje obština 17 vesnic. Žijí zde necelé 2 tisíce stálých obyvatel.

## Sídla
- Berende
- Blatešnica
- Divlja
- Dolna Vrabča
- Elovdol
- Gabrovdol
- Gorna Glogovica
- Gorna Vrabča
- Kalotinci
- Mureno
- Odranica
- Padine
- Peštera[p 1]
- Rajanci
- Smirov Dol
- Vraňa Stena
- Zemen[p 2] (sídlo správy)
- Žabljano

## Sousední obštiny
| Růžice kompasu | Trăn       | Breznik       |           | Růžice kompasu |
| Růžice kompasu | Trekljano  | Sever         | Kovačevci | Růžice kompasu |
| Růžice kompasu | Trekljano  | Obština Zemen | Kovačevci | Růžice kompasu |
| Růžice kompasu | Trekljano  | Jih           | Kovačevci | Růžice kompasu |
| Růžice kompasu | Kjustendil |               | Radomir   | Růžice kompasu |

## Obyvatelstvo
V obštině žije 1 904 stálých obyvatel a včetně přechodně hlášených obyvatel 2 248. Podle sčítáni 1. února 2011 bylo národnostní složení následující:
- Bulhaři: 2 655 (97.9 %)
- Romové: 41 (1.5 %)
- Turci: 11 (0.4 %)
- ostatní: 6 (0.2 %)